# 2018年新潟県知事選挙
2018年新潟県知事選挙（2018ねんにいがたけんちじせんきょ）は、2018年（平成30年）6月10日に執行された新潟県知事選挙である。

## 概要
2016年新潟県知事選挙にて当選を果たし、第20代新潟県知事を務めていた米山隆一のスキャンダルが週刊誌に報道されたことを受けて、2018年4月18日に米山が新潟県議会議長宛に辞職願を提出、4月27日付にて新潟県議会臨時会本会議で正式に辞職が承認されたことにより、後任の知事を選ぶ目的で実施された。
2016年の選挙では柏崎刈羽原子力発電所の再稼働問題が大きな争点となったが、今回の選挙では野党が推薦する池田や無推薦の安中が「原発ゼロ」を主張した他、与党が支持する花角も原発再稼働に慎重な姿勢を示していたため、前回ほどの争点化には至らなかった。
本選挙の啓発キャラクターにNGT48元キャプテンの北原里英が起用された。

## 選挙データ
- 告示日 - 2018年（平成30年）5月24日
- 執行日 - 2018年（平成30年）6月10日
- 当日の投票時間帯：7時00分～20時00分

### 同日選挙
- 新潟県議会議員補欠選挙（6月1日 告示）
  - 上越市選挙区（小林林一の辞職に伴うもの）[5]
  - 南魚沼市南魚沼郡選挙区（斎藤隆景の死去に伴うもの）[6]。

## 立候補者
3名、立候補届け出順。
| 候補者名 （読みかた）        | 年齢 | 党派   | 新旧 | 肩書き                                           | 公式サイト                              |
| ---------------------------- | ---- | ------ | ---- | ------------------------------------------------ | --------------------------------------- |
| 安中聡 （あんなか さとし）   | 40   | 無所属 | 新   | 前五泉市議会議員 元派遣社員                      | 安中さとし 公式Webサイト 安中聡のブログ |
| 花角英世 （はなずみ ひでよ） | 60   | 無所属 | 新   | 前海上保安庁次長 元新潟県副知事 元大阪航空局局長 | 花角英世（はなずみひでよ）公式サイト    |
| 池田千賀子 （いけだ ちかこ） | 57   | 無所属 | 新   | 前新潟県議会議員 元柏崎市職員                    | 『池田ちかこ』公式サイト                |

### 立候補が取り沙汰された人物
※50音順
- 大平悦子 - 元魚沼市長
  - 民進党、社民党、連合などの協議で、米山前知事の後継として推されたが固辞した[9]。
- 菊田真紀子 - 衆議院議員（新潟4区選出）
  - 一部で推す声が上がったものの「国政に専念したい」と本人が固辞[10]。
- 国定勇人 - 三条市長、元総務官僚
  - 一部政界関係者から出馬を期待されたものの、市政運営に全力を注ぎたいとして否定した[11]。
- 古賀茂明 - 元経産官僚
  - 立憲民主党より出馬を打診されたが本人が固辞[12]。

### 出馬表明したもののその後立候補しなかった人物
- 山口節生 - 不動産鑑定士
  - 2018年4月24日、新潟県庁にて記者会見を行い立候補を表明した[13][14]が、告示日に届け出はなかった。

## タイムライン
- 4月18日 - 第20代知事の米山隆一が、自身の不祥事が週刊誌によって報道されたことを理由として知事辞職を表明し、同日新潟県議会議長に辞職願を提出[1]。
- 4月23日 - 前新潟県五泉市議の安中聡が、記者会見で立候補を表明した[15]。
- 4月24日 - 新潟県選挙管理委員会が会議を開き、知事選挙及び県議会議員の一部選挙区の補欠選挙の期日を決定した[16]。
- 4月27日 - 新潟県議会が臨時会を召集し、本会議を開催して出席議員の全会一致により知事辞職を承認[2]。
- 5月8日 - 新潟県議の池田千賀子が、記者会見で立候補を表明した[17]。
- 5月15日 - 前海上保安庁次長で元新潟県副知事の花角英世が、記者会見で立候補を表明した[18]。
- 5月15日 - 連合新潟が池田の推薦を決定した[19]。
- 5月17日 - 、立憲民主党・国民民主党・日本共産党・自由党・社会民主党の5党ならびに衆院会派の無所属の会は、池田を「野党統一候補」として支援する方針を決めた[20]。
- 5月17日 - 新潟県市長会は特定の候補者への推薦を見送る方針であることが判明した[21]。
- 5月24日 - 告示。
- 5月25日 - 自由民主党と公明党は花角の支持をそれぞれ決定した[22]。
- 6月6日 - 花角陣営の確認団体「県民信頼度ナンバーワンの県政を実現する会」の代表代行が選対会合で「池田のスキャンダルが選挙後に『週刊文春』に出るようだ」という旨をツイッター情報を元に発言、翌7日付『三條新聞』に掲載された[23][24][25]。数日後これは池田陣営への取材すらない虚偽情報であったことが判明、公職選挙法違反[26]の疑いが浮上することになった[23][24]。
- 6月7日 - 告示前に柏崎市の市立保育園で園児たちに特定の候補者を応援するポスターの作成の手伝いをさせていたとして、柏崎市の桜井雅浩市長が謝罪した[27][28]。公務員である保育士が立場を利用して選挙活動を園児に手伝わせたことは公職選挙法に違反しているが、柏崎市は「市として判断できない」と態度を明確にしなかった[28]。選挙後の11日に行われた柏崎市の桜井市長の記者会見で、市長は特定の候補者が池田陣営であったことを明らかにしている[29]。20日に至り、柏崎市は、保育士ら７人を地方公務員法違反のため懲戒処分としたことを発表した。また、ポスターが自治労新潟県本部の依頼により作成されたことも明らかにされた[30]。
- 6月10日 - 投開票。
- 6月12日 - 新潟県選挙管理委員会による、当選人への当選証書授与[31]。

## 候補者アンケート
新聞社が行った候補者アンケートより。
柏崎刈羽原子力発電所の再稼働について
- 安中聡 - 反対。
- 花角英世 - どちらとも言えない。
- 池田千賀子 - 反対。

東京電力の安全性への意識は欠如しているか
- 安中聡 - どちらかと言えば欠如している。
- 花角英世 - どちらとも言えない。
- 池田千賀子 - 欠如している。

安倍政権への評価 (1) 森友学園・加計学園問題への対応について
- 安中聡 - 評価しない。
- 花角英世 - 今回の選挙とは直接関係ないので、回答は差し控える。
- 池田千賀子 - 評価しない。

安倍政権への評価 (2) 原発を成長戦略の柱の一つとし、原発輸出を進める政策について
- 安中聡 - 評価しない。
- 花角英世 - 今回の選挙とは直接関係ないので、回答は差し控える。
- 池田千賀子 - 評価しない。

## 選挙結果
投開票の結果、20時時点での各社の出口調査では、花角と池田の接戦が伝えられるも、花角が接戦を制し初当選。両者の票差は約3万7千票であった。
2018年新潟県知事選挙結果
※当日有権者数：1,909,379人 最終投票率：58.25%（前回比：+5.20pts）
| 候補者名   | 年齢 | 所属党派 | 新旧別 | 得票数    | 得票率 | 推薦・支持                                                              |
| ---------- | ---- | -------- | ------ | --------- | ------ | ----------------------------------------------------------------------- |
| 花角英世   | 60   | 無所属   | 新     | 546,670票 | 49.61% | （支持）自由民主党・公明党                                              |
| 池田千賀子 | 57   | 無所属   | 新     | 509,568票 | 46.25% | （推薦）立憲民主党・国民民主党・日本共産党・自由党・社会民主党 連合新潟 |
| 安中聡     | 40   | 無所属   | 新     | 45,628票  | 4.14%  |                                                                         |

与党である自民・公明の支援を受けた花角だが、篠田昭新潟市長・国定勇人三条市長・二階堂馨新発田市長ら地元自治体の17市長が「新潟の明日を考える会」を設立して支援するなど、自身は党派色を薄めた「県民党」の姿勢で選挙戦に臨み、自公両党幹部も応援演説などをあまり積極的に行わなかった。これにより無党派層を取り込むことに成功し当選につながった。一方、立民・国民・共産・自由・社民の野党各党と連合新潟の推薦を受けた池田は、反原発を積極的にアピールしたほか、安倍晋三政権への批判も交えて選挙戦を戦ったものの、及ばなかった。政党や業界団体の推薦・支持を一切受けなかった安中は、原発に関して3候補の中で最も強硬な「柏崎刈羽原発の即時廃炉」を訴えたが、支持が広がらなかった。
| 市町村       | 花角英世 | 花角英世 | 池田千賀子 | 池田千賀子 | 安中聡 | 安中聡 |
| 市町村       | 得票     | %        | 得票       | %          | 得票   | %      |
| ------------ | -------- | -------- | ---------- | ---------- | ------ | ------ |
| 合計         | 546,670  | 49.61%   | 509,568    | 46.25%     | 45,628 | 4.14%  |
| 新潟市北区   | 16,514   | 51.05%   | 14,595     | 45.12%     | 1,239  | 3.83%  |
| 新潟市東区   | 29,693   | 50.46%   | 26,430     | 44.91%     | 2,726  | 4.63%  |
| 新潟市中央区 | 43,802   | 54.58%   | 33,785     | 42.09%     | 2,673  | 3.33%  |
| 新潟市江南区 | 15,423   | 51.09%   | 13,436     | 44.50%     | 1,331  | 4.41%  |
| 新潟市秋葉区 | 16,074   | 45.48%   | 17,813     | 50.40%     | 1,457  | 4.12%  |
| 新潟市南区   | 9,276    | 49.39%   | 8,723      | 46.45%     | 781    | 4.16%  |
| 新潟市西区   | 35,950   | 50.48%   | 32,418     | 45.52%     | 2,846  | 4.00%  |
| 新潟市西蒲区 | 11,994   | 44.41%   | 13,979     | 51.75%     | 1,037  | 3.84%  |
| 長岡市       | 61,348   | 47.04%   | 64,406     | 49.39%     | 4,658  | 3.57%  |
| 三条市       | 23,132   | 47.54%   | 23,120     | 47.52%     | 2,402  | 4.94%  |
| 柏崎市       | 21,985   | 46.95%   | 23,871     | 50.98%     | 971    | 2.07%  |
| 新発田市     | 23,901   | 51.49%   | 20,552     | 44.28%     | 1,963  | 4.23%  |
| 小千谷市     | 9,071    | 46.18%   | 9,880      | 50.30%     | 691    | 3.52%  |
| 加茂市       | 6,922    | 48.50%   | 6,760      | 47.36%     | 591    | 4.14%  |
| 十日町市     | 14,733   | 49.14%   | 14,274     | 47.61%     | 975    | 3.25%  |
| 見附市       | 8,850    | 43.34%   | 10,598     | 51.90%     | 973    | 4.76%  |
| 村上市       | 17,196   | 53.41%   | 13,932     | 43.27%     | 1,068  | 3.32%  |
| 燕市         | 18,937   | 48.25%   | 18,766     | 47.82%     | 1,543  | 3.93%  |
| 糸魚川市     | 12,958   | 53.15%   | 10,634     | 43.62%     | 788    | 3.23%  |
| 妙高市       | 7,611    | 47.54%   | 7,643      | 47.74%     | 757    | 4.73%  |
| 五泉市       | 11,683   | 46.19%   | 9,564      | 37.81%     | 4,049  | 16.01% |
| 上越市       | 41,398   | 45.19%   | 46,338     | 50.58%     | 3,880  | 4.24%  |
| 阿賀野市     | 11,971   | 53.95%   | 9,149      | 41.23%     | 1,068  | 4.81%  |
| 佐渡市       | 21,344   | 68.06%   | 9,305      | 29.67%     | 711    | 2.27%  |
| 魚沼市       | 9,905    | 48.38%   | 9,652      | 47.15%     | 916    | 4.47%  |
| 南魚沼市     | 14,122   | 47.27%   | 14,550     | 48.70%     | 1,205  | 4.03%  |
| 胎内市       | 8,210    | 53.74%   | 6,496      | 42.52%     | 570    | 3.73%  |
| 聖籠町       | 3,566    | 56.77%   | 2,394      | 38.11%     | 322    | 5.13%  |
| 弥彦村       | 2,136    | 47.47%   | 2,178      | 48.40%     | 186    | 4.13%  |
| 田上町       | 3,154    | 47.36%   | 3,153      | 47.34%     | 353    | 5.30%  |
| 阿賀町       | 3,837    | 54.13%   | 2,931      | 41.35%     | 320    | 4.51%  |
| 出雲崎町     | 1,415    | 53.34%   | 1,170      | 44.10%     | 68     | 2.56%  |
| 湯沢町       | 1,836    | 46.68%   | 1,933      | 49.15%     | 164    | 4.17%  |
| 津南町       | 3,029    | 51.48%   | 2,672      | 45.41%     | 183    | 3.11%  |
| 刈羽村       | 1,566    | 56.53%   | 1,144      | 41.30%     | 60     | 2.17%  |
| 関川村       | 1,941    | 59.00%   | 1,250      | 37.99%     | 99     | 3.01%  |
| 粟島浦村     | 187      | 70.57%   | 74         | 27.92%     | 4      | 1.51%  |